# Denisa Dvořáková
Denisa Dvořáková (28 de mayo de 1989) es una modelo checa, quien es conocida por haber ganado Elite Model Look 2006.

## Primeros años
Denisa nació en Praga, República Checa. Es conocida por su apariencia apática, calmada y sarcástica tanto en las sesiones de fotos como en la pasarela.[cita requerida]

## Carrera
Su carrera en el modelaje comenzó cuando su madre la animó a asistir a un casting de modelos en Praga en 2005. Le interesó a la agencia Elite Models, así que firmaron un contrato con ella. En poco tiempo ya había desfilado para Prada Dior, Chanel y Chloé.
Denisa participó en el Elite Model Look en 2006. Fue coronada la ganadora a la edad de 16 años. Ha fogurado en la portada de Vogue Italia y Dazed & Confused. Denisa ha desfilado para Versace, Chanel, Karl Lagerfeld, Fendi, Christian Dior, John Galliano, y Valentino.

## Vida personal
En gran parte de 2008 y 2009, Denisa mantuvo una relación con el estilista Daniel E. Rivera. La relación terminó debido a rumores de infidelidad.